# Lophozia
Lophozia là một chi rêu trong họ Jungermanniaceae.